# Podocarpus sellowii
Podocarpus sellowii är en barrträdart som beskrevs av Johann Friedrich Klotzsch och Stephan Ladislaus Endlicher. Podocarpus sellowii ingår i släktet Podocarpus och familjen Podocarpaceae. IUCN kategoriserar arten globalt som otillräckligt studerad.

## Underarter
Arten delas in i följande underarter:
- P. s. angustifolius
- P. s. sellowii

## Bildgalleri

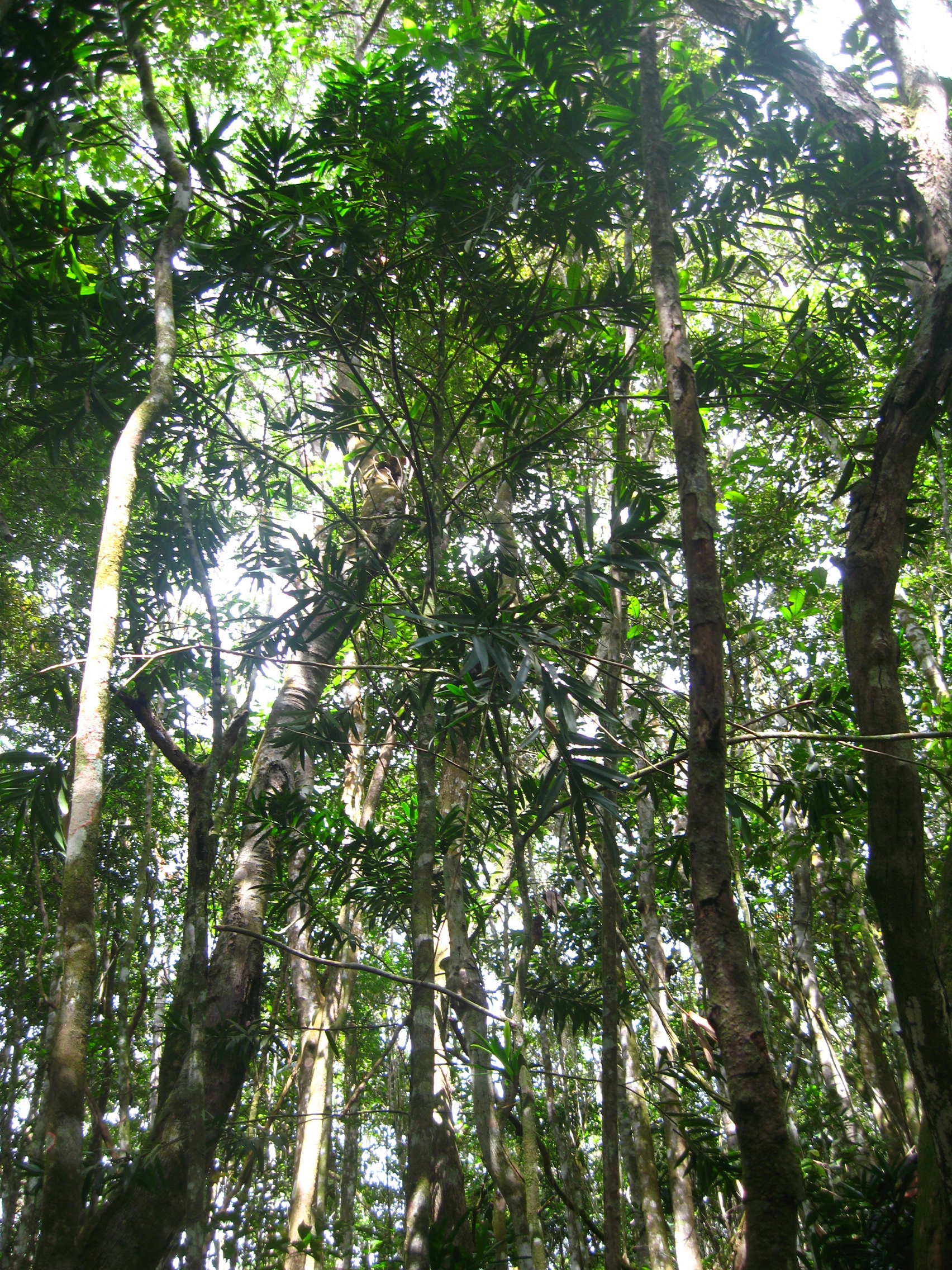